# Engelberga de Spoleto
Engelberga (morta entre els anys 896 i 901) va ser l'esposa de Lluís II el Jove, emperador Carolingi i rei d'Itàlia, ostentant el títol d'emperadriu consort des del seu casament, el 5 d'octubre de l'any 851, fins a la mort del seu marit, el 12 d'agost de l'any 875.

## Biografia
Com a emperadriu, va exercir una gran influència sobre el seu marit. Va pertànyer a la família dels Supònides, d'or̟ígen franc, establerta originalment als comtats de Brescia, Parma, Piacenza, Mòdena i Bèrgam, que va prosperar durant el regnat de Lluís. Segons fonts secundàries, Engelberga va ser filla d'Adelchis I Spoleto, duc de Spoleto i comte de Parma.
A l'any 868, i a instàncies del seu marit i emperador que li va concedir el senyoriu, Engelberga va esdevenir abadessa seglar de Sant Salvador, a Brescia, un monestir amb una llarga història d'abadesses de famílies reials llombardes i carolíngies. A l'any 896, era l'abadessa del monestir de Sant Sixt, el qual va fundar ella mateixa, a Plasència.
Al gener de l'any 872, l'aristocràcia carolíngia va tractar d'expulsar-la de la cort, ja que no havia estat capaç de donar-li cap fill mascle a l'emperador. Tanmateix, en lloc d'això, el seu marit va obrir negociacions amb Lluís el Germànic, rei de Frància Oriental i oncle del propi Lluís II, per fer-lo el seu hereu (ja que va nomenar a Carloman de Baviera, fill de Lluís el Germànic, com el seu hereu a Itàlia).
A la mort de Lluís II el Jove, la noblesa italiana va triar a Carles el Calb, rei de Frància Occidental, com a rei d'Itàlia, aconseguint deixar fora de la cort imperial a Engelberga. Bosó de Provença, comte de Viena i vassall fidel de Carles el Calb, va segrestar a Engelberga i a la seva única filla supervivent del seu matrimoni amb el difunt emperador Lluís II, Ermengarda d'Itàlia. Bosó la va forçar a casar-se amb ell al juny de l'any 876, al mateix temps que era nomenat governador d'Itàlia sota el regnat del nou emperador, amb el títol de duc.
Amb el suport de l'emperadriu Engelberga, Bosó es va declarar a si mateix Rei de Provença, el 15 d'octubre de l'any 879, oposant-se al nou emperador, Carles el Gras, hereu de Lluís el Germ̟ànic. Per aquest suport al seu gendre enfront al nou emperador alemany, Engelberga va ser desterrada d'Itàlia i empresonada a un monestir de Suàbia. Després que l'exèrcit de Carles el Gras prengués Viena a l'any 882, es va permetre a Engelberga tornar a Itàlia i recuperar les seves possessions.

## Descendència
Engelberga i Luis II el Jove van tenir dues filles:
- Gisela (entre el 852/855 - † abans del 28 d'abril de 868). Abadessa del Monestir de San Salvador de Brescia a partir de l'any 861.
- Ermengarda d'Itàlia (entre el 852/855 - † abans del 2 de juny de 896). L'any 876 va ser la segona esposa de Bosó de Provença, comte de Vienne, duc i regent de l'emperador Carlos el Calb a Provença i més tard (octubre de 879), coronat Rei de la Baixa Borgoña.